# 香港小學學位分配辦法
香港小學學位分配辦法，正式名稱是「小一入學統籌辦法」（英語：Primary One Admission System），俗稱小學派位，是分配香港官立小學及政府資助小學學位的一個程序。
「小一入學統籌辦法」不包括直資小學、私立小學及英基學校協會屬下小學，家長若希望子女入讀這類小學，須自行向個別學校申請。按政府規定，凡獲直資小學取錄的學生，接受直資學校小一學位後，便不能透過小一入學統籌辦法獲派小一學位。

## 參加資格
參加「小一入學統籌辦法」的兒童，必須同時符合以下的所有要求：
1. 九月入學時年滿5歲8個月。（例如：若申請在2022年9月入學，必須在2016年12月31日或以前出生。）
2. 香港居民。
3. 尚未入讀小學。
4. 從未獲派小一學位。

## 自行分配學位
如果家長有意為子女申請下年9月的小學一年級學位，家長可選擇先行「自行分配學位」。學校可供「自行分配學位」的學額一般於每年9月接受申請，家長可以不受地區限制，按意願向一間官立小學或資助小學直接遞交入學申請。而學校則會按照教育局所定的準則決定是否取錄，學校一般會於11月通知家長是否為其子女提供學位。如果申請人未能在自行分配學位階段獲學校取錄，就需要參加小學統一派位。
由學校自行分配的學位分為甲、乙兩類：
「甲類」為有兄姊在該小學就讀、或父母在該小學就職的申請兒童提供的學位，凡屬此類別的申請兒童，小學必須取錄。坊間俗稱這些必獲取錄的學童為「必收生」或「世襲生」。甲類約佔學校小一學額30%。若未能盡用的學額，學校可根據「計分辦法準則」自行分配。如有不足之數，以原本預留作統一派位的學額填補。
「乙類」佔學校小一學額不少於20%，為根據「計分辦法準則」分配的學位，學校不可進行任何形式的筆試或面試。如果相同分數申請人數超過有關學額，將以抽籤決定取錄次序。

### 計分辦法準則
| 項 | 條件                                             | 分數 |
| --- | ------------------------------------------------ | ---- |
| #1 | 父／母全職在與該小學同一校址的幼稚園或中學部工作 | 20分 |
| #2 | 兄／姊在與該小學同一校址的中學部就讀             | 20分 |
| #3 | 父／母為該小學的校董                             | 20分 |
| #4 | 父／母或兄／姊為該小學的畢業生                   | 10分 |
| #5 | 首名出生子女（即為家庭各子女中最年長者）         | 5分  |
| #6 | 與該校的辦學團體有相同的宗教信仰                 | 5分  |
| #7 | 父／母為該小學主辦社團的成員                     | 5分  |
| #8 | 適齡的兒童（即翌年九月開課時年滿5歲8個月至7歲）  | 10分 |
| 註：「#1-#5」5項只可揀選一項（即最高20分）；「#6-#7」2項只可揀選一項（即最高5分）。總分最高為35分（20+5+10）。 |                                                  |      |

### 校長酌情分
在2000年教育改革之前，在自行分配學位階段，小學校長有給予學童10分的酌情權（又稱「校長酌情分」）。基於2000年5月公布的〈教育改革諮詢文件〉建議，由2000年起，在自行分配學位階段取消「校長酌情分」，並禁止小學進行小一入學的面試或筆試。

## 統一派位
不參與自行分配學位或在自行分配學位階段未能取得學位的兒童都需要參加「統一派位」，「統一派位」一般於每年9月至下年1月接受申請，家長可將申請表格遞交到教育局學位分配組。由於此階段主要以隨機編號分配，故坊間稱為此方法為「大抽獎」。
「統一派位」表格分為「甲部」（不受學校網限制的學校選擇）及「乙部」（住址所屬小一學校網的學校選擇）。「甲部」（不受學校網限制的學校選擇）是每間小學提供約 5% 學額作為全港統一派位，家長可不受校網限制選擇全港最多3所小學。「乙部」是每間小學提供約 45% 學額作為所屬「小一學校網」內統一派位，家長按意願決定住址所屬的「小一學校網」內小學的次序。家長在「甲部」和「乙部」的選擇可以重覆。統一派位程序會首先處理家長於「甲部」的選擇，再處理「乙部」選擇，電腦是按每位學童的「隨機編號」分配小一學位。一般會於6月初公佈統一派位結果，即使派位結果並非屬意的學校，而家長又有意為子女轉校，家長都要先行帶同子女往獲統一派位的學校註冊，否則會對子女在新學年就讀小一造成延誤。

### 小一學校網
| 位置 | 行政區域                  | 小一學校網編號 |
| ---- | ------------------------- | -------------- |
| 港島 | 中西區                    | 11             |
| 港島 | 灣仔                      | 12             |
| 港島 | 北角/筲箕灣/柴灣          | 14, 16         |
| 港島 | 薄扶林/香港仔/黃竹坑/赤柱 | 18             |
| 九龍 | 油麻地/尖沙咀/旺角        | 31, 32         |
| 九龍 | 何文田/土瓜灣/紅磡/九龍城 | 34, 35, 41     |
| 九龍 | 深水埗                    | 40             |
| 九龍 | 黃大仙                    | 43, 45         |
| 九龍 | 九龍灣/牛頭角/觀塘/油塘   | 46, 48         |
| 新界 | 荃灣                      | 62             |
| 新界 | 葵涌/荔景/大窩口/青衣     | 64, 65, 66     |
| 新界 | 屯門                      | 70, 71         |
| 新界 | 天水圍/元朗               | 72, 73, 74     |
| 新界 | 上水/粉嶺/北區            | 80, 81, 83     |
| 新界 | 大埔                      | 84             |
| 新界 | 大圍/馬鞍山/沙田          | 88, 89, 91     |
| 新界 | 西貢/將軍澳               | 95             |
| 新界 | 離島/東涌                 | 96, 97, 98, 99 |

## 叩門
統一派位註冊期滿後，如學校仍有可用的學額，可以提供給為其他學童，分配餘下學額的方法由學校自行決定。於是，統一派位後，不少家長會嘗試向更心儀的小學尋求學位，坊間稱這做法為「叩門」。
「叩門」是非正式的學位分配方法，不包括在「小一入學統籌辦法」內，所以「叩門」沒有政府的嚴格規限，亦不受「小一學校網」限制，取錄學生的權力掌握在小學校長手上，小學可以進行面試及筆試。不少學校在叩門階段會優先考慮或只考慮在「自行分配學位」及「統一派位（甲部及乙部）」都以該校作為第一志願的申請人（俗稱「111」）。

## 批評

### 「世襲制」不公平
在小學自行分配階段的學位分配方法被評為偏向「世襲制」，因為在甲類分配中，若學童的兄姊就讀或父母就職學校，該小學必須取錄這些「世襲生」。還有，在乙類「計分辦法準則」亦有「世襲」傾向，因「父母或兄姊為該小學的畢業生」者可得10分。有家長及學者批評「世襲制」有欠公平，令幼童在教育路上不能公平起跑。

### 「世襲生」蠶食統一派位學額
在自行分配學位階段，若學童的兄姊就讀或父母就職學校，該小學必須取錄這些「世襲生」。若這些「世襲生」數目超過小一學額30%，學校須要以原本預留作統一派位的學額填補，變相減少了參與該校統一派位學童的入學機會。2020年至2022年，傳媒發現全港多間受歡迎小學，都因「世襲生」蠶食學位，致統一派位學額減少。